# Igreja Católica na Oceania
A Igreja Católica na Oceania faz parte da Igreja Católica Apostólica Romana, sob a liderança do Papa e da Santa Sé.
A Oceania tem cerca de 7,7 milhões de católicos (25,24% da população), o que representa 0,72% da população global de católicos.

## História
A Igreja Católica de rito romano chegou à Oceania durante o século XVI, pela ação dos missionários; enquanto que as igrejas católicas orientais chegaram mais recentemente, ligadas à imigração.

## Países
Entre os países da Oceania com o maior número de católicos estão Kiribati (57,3%), Estados Federados da Micronésia (55%), Palau (46%), Nauru (32,6%), Papua-Nova Guiné (26%) e Austrália (20%).
Dentre os territórios, destacam-se Wallis e Futuna (95,8%), Guam (85%), Ilhas Marianas do Norte (64.1%), Nova Caledônia (60,2%) e Polinésia Francesa (30%).
O país com o menor número de católicos da Oceania é Tuvalu.
A Oceania conta com 4 cardeais, todos eleitores (2,9% do total). 